# Angus (Teksas)
Angus – miasto w Stanach Zjednoczonych, w stanie Teksas, w hrabstwie Navarro.